# هيروس أوف مايت أند ماجيك 3
هيروس أوف مايت أند ماجيك 3: ذا ريستورايشن أوف إيراثيا (بالإنجليزية: Heroes of Might and Magic III: The Restoration of Erathia)‏ هي لعبة فيديو استراتيجية تناوب الأدوار مطورة من قبل جون فان كانيغهام من خلال شركة نيو ورلد كومبيوتنغ لأجهزة مايكروسوفت ويندوز في سنة 1999 ولنظام أندرويد في سنة 2015.

## روابط خارجية
- هيروس أوف مايت أند ماجيك 3 على موقع IMDb (الإنجليزية)